# فاتح مبین
فاتح مبین یک موشک تک‌مرحله‌ای سوخت‌جامد با هدایت ترمینالی و هدایت فروسرخ است که هم برای سطح‌به‌سطح و هم ضد کشتی طراحی شده است. این موشک نخستین‌بار در رژه‌ای نظامی در تهران در تاریخ ۱۳ اوت ۲۰۱۸ رونمایی شد. این موشک نسخهٔ ارتقاءیافته‌ای از فاتح ۱۱۰ است که از سامانهٔ هدایت بهبودیافته بهره می‌برد. از سامانهٔ هدایت این موشک در موشک ذوالفقار نیز استفاده شده است.

## ویژگی‌ها
به گفتهٔ وزیر دفاع ایران وقت، امیر حاتمی، این موشک کاملاً بومی، دارای قابلیت پنهان‌کاری و هدایت دقیق است. این موشک به‌احتمال زیاد گونه‌ای از فاتح ۱۱۰ است که تنها سامانهٔ هدایت آن ارتقاء یافته و همان برد ۲۰۰ تا ۳۰۰ کیلومتر را داراست. هدایت ترمینال این موشک احتمالاً به‌کمک تصویرسازی فروسرخ انجام می‌شود که نوک‌تیز بودن کلاهک آن را توجیه می‌کند. موشکی با چنین هدایت، توان گریز از رادار را نیز دارد. طول این موشک ۹ متر است که امکان بارگیری آن در کانتینرهای دریایی و پرتاب از سکوهای دریایی را فراهم می‌سازد.